# Rebot del gat mort
A les finances, un rebot del gat mort és una petita i breu recuperació del preu d'una acció a la baixa. Derivada de la idea que "fins i tot un gat mort rebotarà si cau des d'una gran alçada", la frase va sorgir al Financial Times el 1985, i també s'aplica popularment a qualsevol cas en què un subjecte experimenti un breu ressorgiment durant o després d'un fort descens.

## Història
La primera citació de la frase als mitjans de comunicació data del desembre de 1985, quan els mercats de valors de Singapur i Malàisia es van recuperar després d'una dura caiguda durant la recessió d'aquell any. Els periodistes Horace Brag i Wong Sulong del Financial Times van dir que l'augment del mercat era "el que anomenem un rebot de gat mort". Tant l'economia de Singapur com la de Malàisia van continuar caient després de la cita, encara que ambdues economies es van recuperar els anys següents.
La frase també s'utilitza en cercles polítics per a un candidat o una política que mostra un petit rebot positiu en l'aprovació després d'una caiguda dura i ràpida.

## Variacions i ús
L'ús estàndard del terme es refereix a un curt augment del preu d'una acció que ha patit una caiguda. En altres casos, el terme s'utilitza exclusivament per referir-se a valors o accions que es consideren de baix valor. En primer lloc, els valors tenen un rendiment passat baix. En segon lloc, la caiguda és "correcta", ja que el negoci subjacent és feble (per exemple, la disminució de les vendes o les finances inestables). Juntament amb això, és dubtós que la seguretat es recuperi amb millors condicions (mercat global o economia).
Algunes variacions en la definició del terme inclouen:
- Un valor en forta caiguda té un fort rebot dels mínims.[6]
- Un petit moviment alcista de preus en un mercat baixista després del qual el mercat continua caient.[7]

### Anàlisi tècnica
Es pot utilitzar un patró de preu de "rebot de gat mort" com a part del mètode d'anàlisi tècnica de negociació d'accions. L'anàlisi tècnica descriu un rebot de gat mort com un patró de continuació que al principi sembla un patró d'inversió. Comença amb un moviment a la baixa seguit d'un important retrocés de preus. El preu no continua a l'alça i, en canvi, torna a baixar i supera el mínim anterior.